# 199261 Cassandralejoly
199261 Cassandralejoly este o planetă minoră (asteroid), cu un diametru de 3,049 km, din centura de asteroizi. A fost descoperită pe 21 ianuarie 2006 la Observatorul Național Kitt Peak de Spacewatch. 
Obiectul prezintă o orbită caracterizată de o semiaxă mare de 2,6896095194328 UAi, o excentricitate de 0,053502311701378, o înclinație de 9,4795450788771 ° în raport cu ecliptica.